# Gustav Dietrich (Verbandsfunktionär)
Gustav Dietrich (geb. 2. Oktober 1851; gest. 19. Februar 1940) war ein deutscher Zimmerer und Verbandsfunktionär. Er gilt als Gründer des Arbeiter-Samariter-Bundes.

## Leben und Wirken

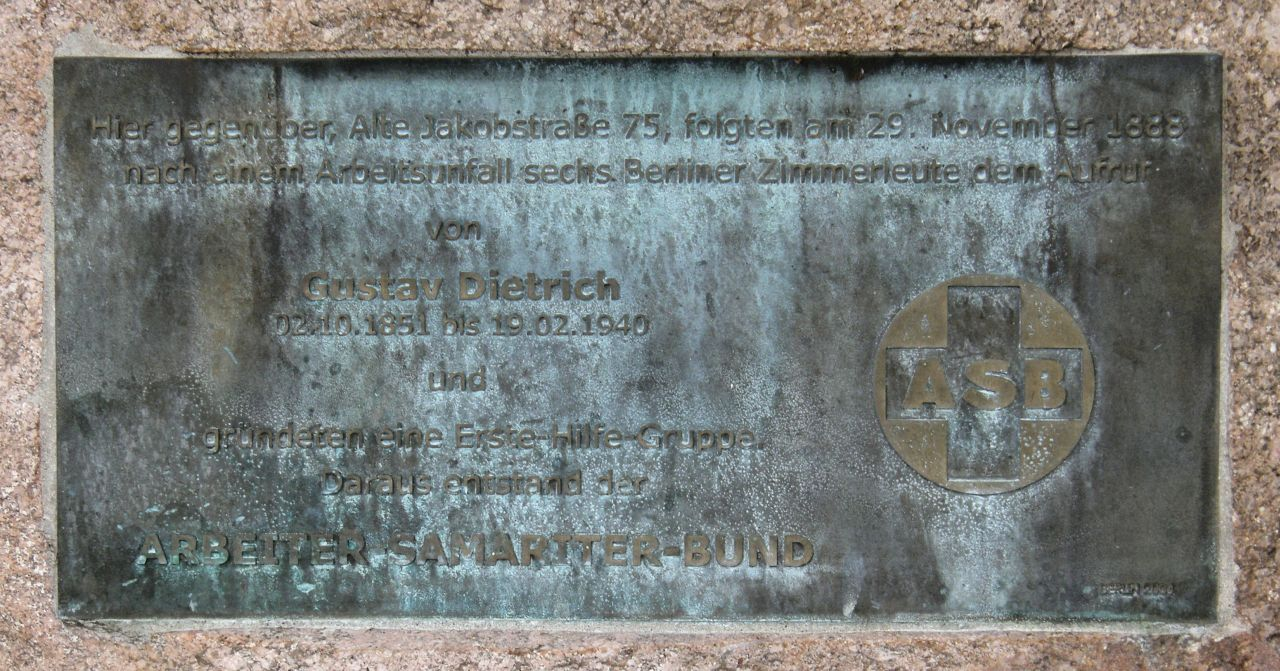
Gedenkstein Gustav Dietrich, 2004 in Berlin eingeweiht.

Am 28. November 1888 ereignete sich ein schwerer Unfall auf einer Berliner Baustelle. Eine Seitenwand stürzte ein und begrub drei Zimmerleute. Am folgenden Tag, dem 29. November 1888, folgten fünf Berliner Zimmerleute dem Aufruf von Gustav Dietrich, einem Berliner Zimmerpolier, zur Gründung des ersten „Lehrkursus für die Erste Hilfe bei Unglücksfällen“. Dies geschah in einer Zeit, in der die Arbeitsbedingungen für Handwerker teilweise sehr gefährlich und Unfälle in Industrie und Handwerk üblich waren. Dietrich gewann einen Arzt, Dr. Alfred Bernstein, dazu, den ersten Kurs zu gestalten.

## Ehrungen
Zur Erinnerung an die Initiative von Dietrich wurde 2004 in Berlin eine Gedenktafel eingeweiht.

## Belege
1. ↑  Geschichte des ASB. Abgerufen am 21. März 2022 (englisch).
2. 1 2  Historie: Arbeiter-Samariter-Bund Ortsverband Bautzen e. V. Abgerufen am 21. März 2022.
3. ↑  Detail - Gedenktafeln in Berlin. Abgerufen am 21. März 2022.

| Personendaten    | Personendaten                             |
| ---------------- | ----------------------------------------- |
| NAME             | Dietrich, Gustav                          |
| KURZBESCHREIBUNG | deutscher Zimmerer und Verbandsfunktionär |
| GEBURTSDATUM     | 2. Oktober 1851                           |
| STERBEDATUM      | 19. Februar 1940                          |